# Sri-lankische Cricket-Nationalmannschaft in England in der Saison 2014
Die Tour der sri-lankischen Cricket-Nationalmannschaft nach England in der Saison 2014 fand vom 13. Mai bis zum 24. Juni 2014 statt. Die internationale Cricket-Tour war Bestandteil der internationalen Saison 2014 und umfasste ein Twenty20, fünf ODIs und zwei Test Matches. Die ausgetragenen Tests waren Spiele im Rahmen der ICC Test Championship, die ODIs Bestandteil der ICC ODI Championship und die Twenty20s Teil der ICC T20I Championship. Sri Lanka gewann das Twenty20, die ODI-Serie 3-2 und die Testserie 1-0. Es war die erste Testserie die Sri Lanka in England gewinnen konnte.

## Vorgeschichte

### Ansetzung
Die Testserie sollte zunächst im Mai stattfinden, um die in England üblichen zwei Testserien im Sommer unterzubringen. Da Sri Lanka jedoch seinen Spielern einräumen wollte in der lukrativen Indian Premier League zu spielen, verhandelte man einen Termin im Juni. Da England im Mai auf Grund der Witterungsbedingungen bis auf eine Ausnahme auf heimischen Boden bisher ungeschlagen war, erlaubte dieses Sri Lanka eine bessere Ausgangsposition für die Test-Serie. Kurz zuvor hatte Sri Lanka die Twenty20-Weltmeisterschaft gewonnen, allerdings war ihre einzige Niederlage im Turnier ein Vorrundenspiel gegen England.

### Assistenz-Trainer Paul Farbrace
Kurz vor der Tour verkündete der englische Verband, dass der Sri-lankische Cheftrainer Paul Farbrace als Assistenztrainer in den englischen Trainerstab wechselt.

## Stadien
Die folgenden Stadien wurden für die Tour als Austragungsort vorgesehen und am 2. September 2013 festgelegt.
| Stadion                     | Stadt             | Kapazität | Spiele          |
| --------------------------- | ----------------- | --------- | --------------- |
| Edgbaston Cricket Ground    | Birmingham        | 24.803    | 5. ODI          |
| Emirates Durham             | Chester-le-Street | 17.000    | 2. ODI          |
| Headingley Stadium          | Leeds             | 17.000    | 2. Test         |
| The Oval                    | London            | 23.500    | 1. ODI; 1. T20  |
| Lord’s Cricket Ground       | London            | 30.000    | 1. Test; 4. ODI |
| Old Trafford Cricket Ground | Manchester        | 19.000    | 3. ODI          |

## Kaderlisten
Auf Grund der langen Visa-Bearbeitungszeiten war Sri Lanka gezwungen frühzeitig einen vorläufigen Kader zu benennen, was der Verband am 25. März tat. Die Testmannschaft wurde am 2. Juni bekanntgegeben.
| Test | Test | ODI | ODI | Twenty20 | Twenty20 |
| England | Sri Lanka | England | Sri Lanka | England | Sri Lanka |
| --- | --- | --- | --- | --- | --- |
| - Alastair Cook (K) - Moeen Ali - James Anderson - Gary Ballance - Ian Bell - Stuart Broad - Chris Jordan - Liam Plunkett - Matt Prior (wk) - Sam Robson - Joe Root - Chris Woakes | - Angelo Mathews (K) - Lahiru Thirimanne (VK) - Dinesh Chandimal (wk) - Shaminda Eranga - Rangana Herath - Mahela Jayawardene - Prasanna Jayawardene (wk) - Dimuth Karunaratne - Nuwan Kulasekara - Dilruwan Perera - Nuwan Pradeep - Dhammika Prasad - Kumar Sangakkara - Kaushal Silva - Kithuruwan Vithanage - Chanake Welegedara | - Alastair Cook (K) - James Anderson - Gary Ballance - Ian Bell - Ravi Bopara - Tim Bresnan - Jos Buttler (wk) - Michael Carberry - Harry Gurney - Chris Jordan - Eoin Morgan - Joe Root - James Tredwell - Chris Woakes | - Angelo Mathews (K) - Lahiru Thirimanne (VK) - Dinesh Chandimal (wk) - Chathuranga de Silva - Tillakaratne Dilshan - Mahela Jayawardene - Nuwan Kulasekara - Suranga Lakmal - Lasith Malinga - Ajantha Mendis - Kusal Perera (wk) - Thisara Perera - Ashan Priyanjan - Kumar Sangakkara (wk) - Sachithra Senanayake | - Eoin Morgan (K) - Moeen Ali - Ian Bell - Ravi Bopara - Tim Bresnan - Jos Buttler (wk) - Michael Carberry - Harry Gurney - Alex Hales - Chris Jordan - Joe Root - James Tredwell - Chris Woakes | - Lasith Malinga (K) - Lahiru Thirimanne (VK) - Dinesh Chandimal (wk) - Chathuranga de Silva - Tillakaratne Dilshan - Nuwan Kulasekara - Suranga Lakmal - Angelo Mathews - Ajantha Mendis - Kusal Perera (wk) - Thisara Perera - Seekkuge Prasanna - Ashan Priyanjan - Sachithra Senanayake - Kithuruwan Vithanage |

## Tour Matches

### ODIs in Irland
| 6. Mai Scorecard | Dublin | Sri Lanka 219-8 (50)          | – | Irland 140 (39.5) |
|                  |        | Sri Lanka gewinnt mit 79 Runs |   |                   |

| 8. Mai Scorecard | Dublin | Irland         | – | Sri Lanka |
|                  |        | Spiel abgesagt |   |           |

### ODI in Schottland
| 9. Mai Scorecard | Aberdeen | England 167-6 (20)                       | – | Schottland 133-9 (20) |
|                  |          | England gewinnt mit 39 Runs (D/L method) |   |                       |

### Tour Matches gegen First-Class Teams
| 13. Mai Scorecard | Chelmsford | Essex Eagles 161-5 (21)                | – | Sri Lankans 146-9 (21) |
|                   |            | Essex gewinnt mit 22 Runs (D/L method) |   |                        |

Das Spiel war ursprünglich als List-A-Spiel angesetzt, musste dann aber aufgrund von Regen auf 21 Overs pro Mannschaft reduziert werden.
| 16. Mai Scorecard | Canterbury | Sri Lankans 301-7 (50)            | – | Kent Spitfires 173 (36.3) |
|                   |            | Sri Lankans gewinnen mit 128 Runs |   |                           |

| 18. Mai Scorecard | Hove | Sussex Sharks 126-7 (20)            | – | Sri Lankans 128-0 (9.1) |
|                   |      | Sri Lankans gewinnen mit 10 Wickets |   |                         |

| 5. – 8. Juni Scorecard | Northampton | Sri Lankans 558-8d (138) & 99-4d (31) | – | Northamptonshire 345 (87.1) |
|                        |             | Remis                                 |   |                             |

## Twenty20 International in London (The Oval)
| 20. Mai Scorecard | The Oval | Sri Lanka 183-7 (20)         | – | England 174-7 (20) |
|                   |          | Sri Lanka gewinnt mit 9 Runs |   |                    |

## One-Day Internationals

### Erstes ODI in London (The Oval)
| 22. Mai Scorecard | The Oval | England 247-6 (39/39)                    | – | Sri Lanka 144 (27.5/32) |
|                   |          | England gewinnt mit 81 Runs (D/L method) |   |                         |

### Zweites ODI in Chester-le-Street
| 25. Mai Scorecard | Chester-le-Street | Sri Lanka 256-8 (50)           | – | England 99 (26.1) |
|                   |                   | Sri Lanka gewinnt mit 157 Runs |   |                   |

### Drittes ODI in Manchester
| 28. Mai Scorecard | Manchester | Sri Lanka 67 (24)              | – | England 73-0 (12.1) |
|                   |            | England gewinnt mit 10 Wickets |   |                     |

### Viertes ODI in London (Lord’s)
| 31. Mai Scorecard | Lord’s Cricket Ground | Sri Lanka 300-9 (50)         | – | England 293-8 (50) |
|                   |                       | Sri Lanka gewinnt mit 7 Runs |   |                    |

### Fünftes ODI in Birmingham
| 3. Juni Scorecard | Birmingham | England 219 (48.1)              | – | Sri Lanka 222-4 (48.2) |
|                   |            | Sri Lanka gewinnt mit 6 Wickets |   |                        |

## Tests

### Erster Test in London (Lord’s)
| 12. – 16. Juni Scorecard | Lord’s Cricket Ground | England 575-9d (130.3) & 267-8d (69) | – | Sri Lanka 453 (138.4) & 201-9 (90) |
|                          |                       | Remis                                |   |                                    |

England wurde in diesem Test für seine zu langsame Spielweise bestraft.

### Zweiter Test in Leeds
| 20. – 24. Juni Scorecard | Leeds | Sri Lanka 257 (69.5) & 457 (132.5) | – | England 365 (115.5) & 249 (116.5) |
|                          |       | Sri Lanka gewinnt mit 100 Runs     |   |                                   |

## Kontroversen
Im fünften ODI kam es zum sogenannten Mankading Vorfall. Dabei lief der Sri-lankische Bowler Sachithra Senanayake an, aber anstatt den Ball zum Schlagmann zu bowlen, zerstörte er das Wicket auf der eigenen Seite. Da der nicht-schlagende Schlagmann Jos Buttler nicht hinter seiner Linie war appellierte der Bowler an die Schiedsrichter Butler aus dem Spiel zu nehmen. Diese erkundigten sich zunächst beim sri-lankischen Kapitän Angelo Mathews, ob dieser wirklich eine Entscheidung wolle, und als dieser zustimmte, wurde Butler mit Run Out aus dem Spiel genommen. Daraufhin kam es zu Unmutsbekundungen der Zuschauer und sorgte im Nachhinein für ein großes Medienecho. Die Sri-lankische Mannschaft erklärte, dass sie Buttler zwei Mal zuvor vorgewarnt hätte, bevor es zu diesem ersten Zwischenfall dieser Art seit 1992 im internationalen Cricket gekommen war. Der englische Kapitän Alastair Cook bezeichnete den Vorfall als pretty poor act. Im Nachhinein bestätigte der Marylebone Cricket Club, der für die Regeln verantwortlich ist, dass Sri Lanka korrekt gehandelt habe. Unabhängig davon wurde Senanayake in diesem Spiel von den Umpires auf Grund einer falschen Bowling-Technik dem Weltverband gemeldet, der ihn daraufhin im Juli sperrte. Erst im Dezember des Jahres wurde er wieder zugelassen.

## Statistiken
Die folgenden Cricketstatistiken wurden bei dieser Tour erzielt.
| Tests              | Tests      | Tests   | Tests   | Tests   | Tests   | Tests   | Tests   | Tests   |
| Batting            | Batting    | Batting | Batting | Batting | Batting | Batting | Batting | Batting |
| Spieler            | Mannschaft | Spiele  | Innings | Runs    | Average | HS      | 100s    | 50s     |
| ------------------ | ---------- | ------- | ------- | ------- | ------- | ------- | ------- | ------- |
| Kumar Sangakkara   | Sri Lanka  | 2       | 4       | 342     | 85,50   | 147     | 1       | 3       |
| Angelo Mathews     | Sri Lanka  | 2       | 4       | 306     | 76,50   | 160     | 2       | 0       |
| Joe Root           | England    | 2       | 4       | 259     | 86,33   | 200*    | 1       | 0       |
| Gary Ballance      | England    | 2       | 4       | 201     | 67,00   | 104*    | 1       | 1       |
| Mahela Jayawardene | Sri Lanka  | 2       | 4       | 174     | 43,50   | 79      | 0       | 2       |
| Bowling            |            |         |         |         |         |         |         |         |
| Spieler            | Mannschaft | Spiele  | Overs   | Wickets | Average | BBI     | 5W      | 10W     |
| James Anderson     | England    | 2       | 94.5    | 12      | 21,50   | 4/25    | 0       | 0       |
| Liam Plunkett      | England    | 2       | 92.5    | 11      | 30,09   | 5/64    | 1       | 0       |
| Shaminda Eranga    | Sri Lanka  | 2       | 104.4   | 11      | 32,45   | 4/93    | 0       | 0       |
| Rangana Herath     | Sri Lanka  | 2       | 127.3   | 8       | 43,87   | 4/95    | 0       | 0       |
| Stuart Broad       | England    | 2       | 94      | 7       | 34,57   | 3/43    | 0       | 0       |

| ODIs                 | ODIs       | ODIs    | ODIs    | ODIs    | ODIs    | ODIs    | ODIs    | ODIs    |
| Batting              | Batting    | Batting | Batting | Batting | Batting | Batting | Batting | Batting |
| Spieler              | Mannschaft | Spiele  | Innings | Runs    | Average | HS      | 100s    | 50s     |
| -------------------- | ---------- | ------- | ------- | ------- | ------- | ------- | ------- | ------- |
| Tillakaratne Dilshan | Sri Lanka  | 5       | 5       | 222     | 44,40   | 88      | 0       | 2       |
| Kumar Sangakkara     | Sri Lanka  | 5       | 5       | 175     | 35,00   | 112     | 1       | 0       |
| Jos Buttler          | England    | 5       | 4       | 172     | 57,33   | 121     | 1       | 0       |
| Ian Bell             | England    | 5       | 5       | 147     | 36,75   | 50      | 0       | 1       |
| Angelo Mathews       | Sri Lanka  | 5       | 5       | 131     | 32,75   | 42*     | 0       | 0       |
| Bowling              |            |         |         |         |         |         |         |         |
| Spieler              | Mannschaft | Spiele  | Overs   | Wickets | Average | BBI     | 5W      | 10W     |
| Chris Jordan         | England    | 5       | 42      | 12      | 19,33   | 5/29    | 1       | 0       |
| Sachithra Senanayake | Sri Lanka  | 5       | 36.1    | 9       | 15,11   | 4/13    | 0       | 0       |
| James Tredwell       | England    | 5       | 39      | 9       | 18,44   | 3/38    | 0       | 0       |
| Harry Gurney         | England    | 5       | 41      | 9       | 22,55   | 4/55    | 0       | 0       |
| James Anderson       | England    | 5       | 42      | 8       | 20,37   | 2/10    | 0       | 0       |

| Twenty20s            | Twenty20s  | Twenty20s | Twenty20s | Twenty20s | Twenty20s | Twenty20s | Twenty20s | Twenty20s |
| Batting              | Batting    | Batting   | Batting   | Batting   | Batting   | Batting   | Batting   | Batting   |
| Spieler              | Mannschaft | Spiele    | Innings   | Runs      | Average   | HS        | 100s      | 50s       |
| -------------------- | ---------- | --------- | --------- | --------- | --------- | --------- | --------- | --------- |
| Alex Hales           | England    | 1         | 1         | 66        | 66,00     | 66        | 0         | 1         |
| Thisara Perera       | Sri Lanka  | 1         | 1         | 49        | 49,00     | 49        | 0         | 0         |
| Lahiru Thirimanne    | Sri Lanka  | 1         | 1         | 40        | 40,00     | 40        | 0         | 0         |
| Kithuruwan Vithanage | Sri Lanka  | 1         | 1         | 38        | 38,00     | 38        | 0         | 0         |
| Ravi Bopara          | England    | 1         | 1         | 28        |           | 28*       | 0         | 0         |
| Bowling              |            |           |           |           |           |           |           |           |
| Spieler              | Mannschaft | Spiele    | Overs     | Wickets   | Average   | BBI       | 5W        | 10W       |
| Lasith Malinga       | Sri Lanka  | 1         | 4         | 3         | 9,33      | 3/28      | 0         | 0         |
| Harry Gurney         | England    | 1         | 4         | 2         | 13,00     | 2/26      | 0         | 0         |
| Angelo Mathews       | Sri Lanka  | 1         | 2         | 1         | 7,00      | 1/7       | 0         | 0         |
| Joe Root             | England    | 1         | 2         | 1         | 16,00     | 1/16      | 0         | 0         |
| Thisara Perera       | Sri Lanka  | 1         | 3         | 1         | 24,00     | 1/24      | 0         | 0         |
| Chris Woakes         | England    | 1         | 4         | 1         | 31,00     | 1/31      | 0         | 0         |
| Nuwan Kulasekara     | Sri Lanka  | 1         | 4         | 1         | 39,00     | 1/39      | 0         | 0         |
| James Tredwell       | England    | 1         | 4         | 1         | 41,00     | 1/41      | 0         | 0         |
| Chris Jordan         | England    | 1         | 4         | 1         | 43,00     | 1/43      | 0         | 0         |
| Suranga Lakmal       | Sri Lanka  | 1         | 4         | 1         | 44,00     | 1/44      | 0         | 0         |

## Player of the Series
Als Player of the Series wurden die folgenden Spieler ausgezeichnet.
| Serie | Player of the Series          |
| ----- | ----------------------------- |
| Test  | James Anderson Angelo Mathews |
| ODI   | Lasith Malinga                |

### Player of the Match
Als Player of the Match wurden die folgenden Spieler ausgezeichnet.
| Spiel   | Player of the Match  |
| ------- | -------------------- |
| 1. Test | Joe Root             |
| 2. Test | Angelo Mathews       |
| 1. ODI  | Chris Jordan         |
| 2. ODI  | Tillakaratne Dilshan |
| 3. ODI  | Chris Jordan         |
| 4. ODI  | Jos Buttler          |
| 5. ODI  | Lahiru Thirimanne    |
| 1. T20  | Thisara Perera       |